# Venezuelanski zaljev
Venezuelanski zaljev (španjolski:  Golfo de Venezuela) je veliki zaljev u Karipskom moru na sjeverozapadu Venezuele i istoku Kolumbije.

## Zemljopisne karakteristike
Venezuelanski zaljev proteže se nekih 240 km duž obala Kolumbije i Venezuele u smjeru istok - zapad, a najveća dubina mu je 120 km u smjeru
sjever-jug.
Zaljev omeđuje sa zapada poluotok Guajira, a s istoka poluotok Paraguaná. Venezuelanski zaljev se produžuje na jezero Maracaibo, jer je preko tjesnaca Tablazo povezan s jezerom.

## Vanjske poveznice
- Gulf of Venezuela na portalu Encyclopædia Britannica